# Solid State Records
Solid State Records – amerykańska wytwórnia muzyki chrześcijańskiej, jeden z oddziałów wytwórni Tooth & Nail Records. Podobnie jak Tooth & Nail Records, Solid State również zajmuje się wydawaniem i dystrybucją muzyki nagrywanej przez zespoły, które grają hardcore, metalcore itd. Pomimo tego, wiele zespołów, które podpisały z ową wytwórnią kontrakt nie uważają się za chrześcijańskie, jak Stretch Arm Strong, The Agony Scene, He Is Legend czy Training for Utopia. Faktem jest, iż członkowie tych zespołów są chrześcijanami nie oznacza, iż grają muzykę o takowej tematyce.

## Aktualne zespoły Solid State
- Advent
- As Cities Burn
- August Burns Red
- Becoming the Archetype
- The Chariot
- Cry of the Afflicted
- Demon Hunter
- Destroy the Runner
- The Famine
- Haste The Day
- He Is Legend
- Inhale Exhale
- Life In Your Way
- Living Sacrifice
- Mychildren Mybride
- Norma Jean
- Oh, Sleeper
- Once Nothing
- Sever Your Ties
- The Showdown
- Soul Embraced
- Trenches
- Twelve Gauge Valentine
- Underoath

## Dawne zespoły Solid State
- 3rd Root (Rozpadł się)
- The Agony Scene (Aktywny, aktualnie w Century Media Records)
- Blindside (Aktywny, aktualnie bez wytwórni)
- Beloved (Rozpadł się, muzycy aktualnie grają w Dead Poetic, Classic Case, The Almost oraz Advent)
- Born Blind (Rozpadł się)
- Dead Poetic (Aktywny w Tooth & Nail aby nagrać jeszcze jeden album bez planów na trasę koncertową)
- Embodyment (Rozpadł się, muzycy aktualnie grają w The Famine)
- Eso-Charis (Rozpadł się, wokalista Cory Putman gra aktualnie w Norma Jean)
- Extol (Na wstrzymaniu, muzycy aktualnie grają w Mantric)
- FewLeftStanding (Rozpadł się)
- Figure Four (Na wstrzymaniu, dwóch muzyków aktualnie gra w Comeback Kid)
- Lengsel (Aktywny, aktualnie w Whirlwind Records)
- Life in Your Way (Plany aby zakończyć działalność po skończeniu trasy koncertowej)
- No Innocent Victim (Aktywny, aktualnie w Facedown Records)
- Overcome (Rozpadł się, członkowie stworzyli nowy zespół, Indwelling)
- Selfmindead (Rozpadł się, muzycy aktualnie grają w Benea Reach)
- Showbread (Aktywny, aktualnie w Tooth & Nail)
- Soapbox (Status nieznany)
- Society's Finest (Aktywny, aktualnie w Hand of Hope Records)
- Spitfire (Aktywny, aktualnie w Goodfellow Records)
- Still Breathing (Rozpadł się)
- Strongarm (Rozpadł się, członkowie stworzyli nowy zespół, Further Seems Forever)
- Stretch Arm Strong (Aktywny, aktualnie w We Put Out Records)
- Training for Utopia (Rozpadł się, członkowie stworzyli nowy zespół, Demon Hunter)
- Warlord (Rozpadł się)
- Zao (Aktywny)